# Urbana (Italie)
Pour les articles homonymes, voir Urbana.
Urbana est une commune italienne de la province de Padoue, dans la région Vénétie.

## Administration
| Période                                  | Période | Identité | Étiquette | Qualité |
| ---------------------------------------- | ------- | -------- | --------- | ------- |
|                                          |         |          |           |         |
| Les données manquantes sont à compléter. |         |          |           |         |

### Hameaux
San Salvaro.

### Communes limitrophes
Bevilacqua, Casale di Scodosia, Merlara, Montagnana, Terrazzo.

## Personnalités liées à la commune
- Ferdinando Camon (né en 1935), romancier et journaliste.